# Eddie Griffin (acteur)
Eddie Griffin (Kansas City, 15 juli 1968) is een Amerikaans acteur en cabaretier. Hij is bekend van zijn eigen sitcom Malcolm & Eddie, welke hij van 1996 tot 2000 samen met zijn vriend Malcolm-Jamal Warner maakte. Hij speelde verder in films als Deuce Bigalow: European Gigolo en Scary Movie 3. In 2007 haalde hij de krantenkoppen nadat hij een Ferrari Enzo total-loss reed.

## Filmografie
- Hillbilly Highway  (2011) - Redneck Trucker
- Hollywont (2010) - Black Jesus
- Beethoven's Big Break (2008) - Stanley
- Urban Justice (2007) - Armand Tucker
- Redline (2007) - Infamous
- Norbit (2007) - Pope Sweet Jesus
- The Year Without a Santa Claus (2006) - Jingle
- Who Made the Potatoe Salad?  (2006) - Malik
- Irish Jam (2006) - Jimmy McDevitt
- Date Movie (2006) - Frank Jones
- Deuce Bigalow: European Gigolo (2005) - T.J. Hicks
- The Wendell Baker Story (2005) - McTeague
- Blast (2004) - Lamont Dixon
- My Baby's Daddy  (2004) - Lonnie
- Pryor Offenses  (2003) - Richard Pryor
- Scary Movie 3  (2003) - Orpheus
- Pinocchio (2002) - The Cat  (stem)
- Undercover Brother (2002) - Undercover Brother / Anton Jackson
- The New Guy (2002) - Luther
- John Q (2002) - Lester Matthews
- Double Take (2001) - Freddy Tiffany
- Picking Up the Pieces (2000) - Sediento
- Deuce Bigalow: Male Gigolo (1999) - T.J. Hicks
- Foolish (1999) - Miles 'Foolish' Waise
- The Mod Squad (1999) - Sonny
- Armageddon (1998) - Bike Messenger
- The Walking Dead (1995) - Pvt. Hoover Brache
- Jason's Lyric  (1994) - Rat
- The Meteor Man (1993) - Michael
- Coneheads (1993) - Customer
- Brain Donors (1992) - Messenger
- The Last Boy Scout (1991) - M.C.

- Bibliothèque nationale de France: cb14183467n (data)
- Gemeinsame Normdatei: 135134889
- International Standard Name Identifier: 0000 0001 1437 7229
- Library of Congress Control Number: no2004015634
- MusicBrainz: bc6c1d4e-080c-46cc-b6c8-9bf28460543b
- Nationale Bibliotheek van Tsjechië: xx0131594
- SNAC: w65m9fgn
- Système universitaire de documentation: 202681246
- Virtual International Authority File: 10058757
- WorldCat: E39PBJmDjYxRJGBC9pth6g7bVC